# Digitální dědictví
Digitální dědictví je použití digitálních médií jako prostředku pro porozumění a zachování kulturního nebo přírodního dědictví. Charta UNESCO o ochraně digitálního dědictví definuje digitální dědictví jako „kulturní, vzdělávací, vědecké a administrativní zdroje, jakož i technické, právní, lékařské a jiné druhy informací vytvořené digitálně nebo převedené do digitální podoby z existujících analogových zdrojů“. Dědictví obecně je v dokumentech UNESCO vysvětleno jako odkaz minulosti, něco, s čím žijeme nyní a předáváme budoucím generacím.
Pojem digitální dědictví se začal vyvíjet současně s technologiemi výpočetní techniky, tedy od 90. let 20. století. V tomto období se počítače stávaly dostupnější a dostatečně levné na to, aby jejich prostřednictvím bylo možné vytyčit a aplikovat pojem digitální dědictví napříč různými obory. Jedná se o relativně mladou oblast dědictví, které se ale poměrně rychle rozvíjí.

## Definice
Virtuální dědictví byla definována v roce 1999 společností Stone jako „využívání technologie pro interpretaci, konzervaci a ochranu přírodního, kulturního a světového dědictví“. Od té doby je tento pojem prezentován pod řadou ekvivalentů, jako virtuální kultura, e-kultura, elektronické dědictví, nové dědictví, digitální historie a digitální dědictví.
V obecné rovině může být digitální dědictví charakterizováno hned několika způsoby:
- jedinečné zdroje a informace s dlouhodobou hodnotou a významem produkované digitálními prostředky (tj. „digitálně vytvořené zdroje trvalé hodnoty“);
- vlastnická práva ke zdrojům ve virtuálním prostoru (tj. „dědičný virtuální majetek“);
- využití kulturního dědictví a digitalizace (tj. „digitalizované kulturní dědictví“).[3]

### Digitálně vytvořené zdroje trvalé hodnoty
UNESCO ve své Chartě ochrany digitálního dědictví (2003) jasně definovalo digitální dědictví jako „kulturní, vzdělávací, vědecké a administrativní zdroje, jakož i technické, lékařské a jiné druhy informací vytvořené digitálně nebo převedené do digitální podoby ze stávajících analogových zdrojů.“
Jedná se o společné dědictví, které je využíváno veřejností a postupem času se bude pravděpodobně stávat důležitějším a důležitějším. Originál, přestože je v digitálním formátu, je třeba chránit a konzervovat.

### Dědičný virtuální majetek
Jedná se o internetová práva a aktiva, která mohou být předána další generaci. Například účty a hesla sociálních sítí či e-mailu, data uložená na cloudovém disku, online osobní fotoalbum, virtuální měna a vybavení online hráčů her atd. S touto ideou začali pracovat západní země, především technologické společnosti jako Facebook a Google a začali poskytovat související služby.
Tato definice se výrazně odlišuje od definice, kterou poskytlo UNESCO a vyvolává mnohem větší veřejný zájem.

### Digitalizované kulturní dědictví
Od 90. let 20. století docházelo k širokému využívání digitálních technologií v ochraně, výzkumu, komunikaci, správě kulturních památek a mnoha dalších a od té doby dostály vynikajících výsledků. Digitální dědictví je nový koncept, který vznikl v digitální době.
Tato terminologie nese tři různé konotace:
- Jedinečné zdroje a informace s dlouhodobou hodnotou a významem produkované digitálními prostředky (tj. „cenné digitální zdroje“);
- Webová práva a aktiva ve virtuálním prostoru (tj. „dědičné virtuální vlastnictví“);
- Integrace kulturního dědictví a digitalizace (tj. „digitalizované kulturní dědictví“).[3]

Termín Digitalizace dědictví se často používal jako prvotní aplikace digitálních technologií v oblasti kulturního dědictví, zaměřující se na dokumentaci, analýzu dat, obnovu a revitalizaci skrze digitální prostředky, šlo o trvalé uložení informací o dědictví a veřejné šíření na internetu.

## Evropské digitální dědictví
Muzea a kulturní organizace, které využívají technologie, poskytují návštěvníkům nejen inovativní zážitky, ale také umožňují veřejnosti vzdálený přístup k exponátům a prohlížení materiálů, které nejsou vystaveny.
Generální ředitelství Evropské komise pro komunikační sítě, obsah a technologie (CNECT) je odpovědné za politiku, koordinaci a financování digitalizace, online přístupu a digitálního uchovávání kulturního materiálu v členských státech.

### Europeana

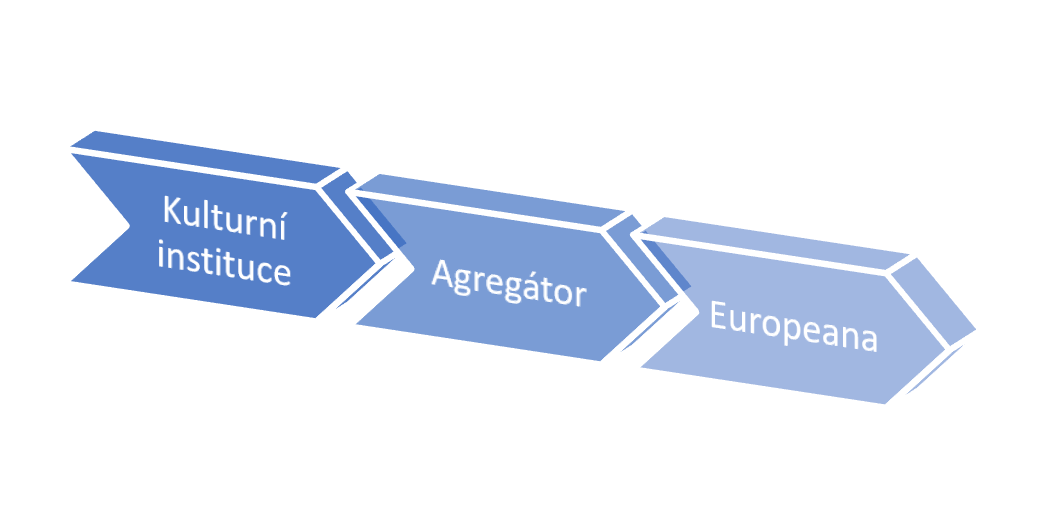
Proces shromažďování kulturního dědictví

Z iniciativy Evropské komise vznikl v roce 2008 projekt Europeana. Jedná se o evropskou digitální platformu pro posílení kulturního dědictví. Posláním Europeany je podporovat digitalizaci v oblasti kulturního dědictví. Podporuje tisíce muzeí, archivů a knihoven v Evropě a poskytuje bezplatný přístup k digitalizovaným uměleckým dílům, knihám a hudbě. Europeana shromažďuje materiály kulturního dědictví z mnoha kulturních institucí. Aby nemusela komunikovat s každou z nich, má síť shromažďujících partnerů (agregátorů), kteří data sbírají, kontrolují a rozšiřují je o další informace či je propojují s dalšími dokumenty. Všichni shromažďující partneři jsou členy Europeana Aggregators' Forum (EAF).
Příklady shromažďujících partnerů:
- CARARE,
- Archives Portal Europe,
- Europeana Sounds,
- European Fashion Heritage Association,
- The European Film Gateway,
- a další.[7]